# Gregory Ebolawola Kpiebaya
Gregory Ebolawola Kpiebaya (* 8. September 1933 in Kaleo, Goldküste, Britisch-Westafrika; † 31. Mai 2022 in Tamale) war ein ghanaischer Geistlicher und römisch-katholischer Erzbischof von Tamale.

## Leben
Gregory Kpiebaya empfing nach seiner theologischen Ausbildung am 8. September 1962 das Sakrament der Priesterweihe für das Bistum Wa. Nach weiterführenden Studien erwarb Kpiebaya ein Lizenziat im Fach Katholische Theologie. Später war er als Direktor des diözesanen Pastoralinstituts und des Sozialinstituts tätig.
Am 18. November 1974 ernannte ihn der Papst Paul VI. zum Bischof von Wa. Der Bischof von Tamale, Peter Poreku Dery, spendete ihm am 15. März 1975 in der Kathedrale Our Lady of Fatima in Wa die Bischofsweihe; Mitkonsekratoren waren Dominic Kodwo Andoh, Bischof von Accra, und Rudolph A. Akanlu, Bischof von Navrongo. Sein Wahlspruch Same mind as Christ Jesus („Derselbe Geist wie Christus Jesus“) stammt aus Phil 2,5 . Am 20. Oktober 1990 berief ihn Papst Johannes Paul II. zudem für fünf Jahre zum Mitglied des Päpstlichen Rates für den Interreligiösen Dialog.
Papst Johannes Paul II. bestellte ihn am 26. März 1994 zum Erzbischof von Tamale. Daneben war Gregory Ebolawola Kpiebaya von 1993 bis 2013 Mitglied des Päpstlichen Rates für die Familie. 1994 nahm Kpiebaya an der ersten Sonderversammlung der Bischofssynode für Afrika zum Thema Die Kirche in Afrika und ihr Evangelisierungsauftrag im Hinblick auf das Jahr 2000 teil. Am 12. Februar 2009 nahm Papst Benedikt XVI. seinen altersbedingten Rücktritt an.
Gregory Ebolawola Kpiebaya starb am 31. Mai 2022 im Tamale Teaching Hospital.

## Schriften
- Dagaaba customary marriage and traditional family life. Woeli Publishing Services, Accra 2016, OCLC 1003151435.